# Primavera Politica
Primavera Politica (in greco: Πολιτική Άνοιξη, trasl. Politiki Anixi) è stato un partito politico greco di orientamento nazional-conservatore fondato nel 1993 da Antōnīs Samaras, fuoriuscito da Nuova Democrazia dopo la sua rimozione dall'incarico di ministro degli affari esteri.
Lo scontro si legava alla disputa sul nome della Repubblica di Macedonia, questione attorno alla quale Samaras intendeva perseguire una linea politica oltranzista.
Il partito si presentò alle parlamentari del 1993, attestandosi come la terza forza politica del Paese col 4,88% dei voti e dieci seggi. Alle europee del 1994 raggiunse l'8,65% ottenendo due europarlamentari (Katerina Daskalaki e Nikītas Kaklamanīs), iscrittisi al gruppo Alleanza Democratica Europea.
Persa la propria rappresentanza alle parlamentari del 1996, avviò un percorso di collaborazione con Nuova Democrazia, in cui confluì definitivamente nel 2004. Nel 2009, Samaras sarebbe divenuto presidente del partito.

## Risultati
| Elezione          | Voti    | %    | Seggi    |
| ----------------- | ------- | ---- | -------- |
| Parlamentari 1993 | 336.460 | 4,88 | 10 / 300 |
| Europee 1994      | 564.787 | 8,65 | 2 / 25   |
| Parlamentari 1996 | 199.686 | 2,94 | 0 / 300  |
| Europee 1999      | 146.512 | 2,28 | 0 / 25   |